# Malthonea mimula
Malthonea mimula is een keversoort uit de familie van de boktorren (Cerambycidae). De wetenschappelijke naam van de soort werd voor het eerst geldig gepubliceerd in 1995 door Martins & Galileo.